# PAZ-Domäne
Eine PAZ-Domäne ist eine Proteindomäne. PAZ-Domänen sind etwa 110 Aminosäure-Monomere lang. Der Name leitet sich aus den drei Proteinen ab, in welchen die Domäne zuerst gefunden wurde: Piwi, Argonaut und Zwille/Pinhead. Die PAZ-Domäne kommt in den Protein-Familien Argonaute und Dicer vor, die beide am „Post Translational Gen Silencing“ (PTGS – etwa post-transkriptionelle Gen-Abschaltung) durch RNA-Interferenz (RNAi) beteiligt sind.
Die PAZ-Domäne beinhaltet eine OB-Faltung, welche für die Nukleinsäureinteraktion von Argonaute und Dicer verantwortlich ist. Die PAZ-Domäne interagiert wahrscheinlich mit den 3'-Ende der si- oder miRNA (microRNA, Kleine RNA).

## Weblink
- PROSITE documentation PDOC50821. Swiss Institute of Bioinformatics (SIB), abgerufen am 26. September 2011 (englisch).